# Amon
Amon (tudi Amun, Amen in redko Imenand), kar pomeni nevidni, je bilo v staroegipčanski mitologiji ime božanstva, ki se je iz boga zraka razvilo v eno najpomembnejših božanstev − stvarnika duše (ba). V različnih obdobjih je bil čaščen tudi kot bog plodnosti Amun - Min in sončni bog Amon - Ra.

## Etimologija
Amonovo ime se v egipčanskih zapisih prvič pojavi kot ỉmn, kar pomeni nevidni. Glede na to, da v egipčanskih hieroglifih niso zapisovali samostalnikov, so egiptologi posredno ugotovili, da se je ime izgovarjalo kot *jamānu (brano, IPA: /jamaːnu/). Ime je preživelo tudi v koptskem jeziku.

## Rojstvo in čaščenje
Na začetku je bil samo ocean Nun. Po mitu iz Hermopolisa je imel Nun ženo Naunet. Iz Nuna je zrasel hrib in na njem je bil ustvarjen Amon ("nevidni", po mitu je Amon obstajal že pred hribom in je imel ženo Amaunet). Amon je na hribu izpljunil Šu in Tefnut, dvojčka. Postala sta starša neba (Nut) in Zemlje (Geb). V Hermopolisu so Nun, Naunet, Amon in Amaunet slavili kot »očeta in materi, ki so bili že pred pravimi bogovi«. Amon je postal kralj bogov,  predvsem v Novem kraljestvu. Na koncu je Amon postal »neprepoznaven«. Amon je bil najbolj čaščen v Karnaku in Luksorju. Vsi faraoni so hoteli pokazati svojo pobožnost in so gradili dvorane s stebri in kapiteli v obliki papirusa. V templju so častili Amona (zaščitnik templja), Mut (Amonova žena, ki je premagala prejšnjo Amonovo ženo) in Honsa (boga Lune, sina Amona in Mut). Pot s sfingami z glavami ovna se vidi še danes, z njimi je potoval Amon med procesijami do Luksorja, ograjena je bila s palmami, do Minovega templja, kjer naj bi postal Min. Amonovi svečeniki so bili lastniki bogatih zakladnic, ker so faraoni darovali denar  bogu Amonu, svečeniki pa so si ga prilastili. Amonov tempelj je bil zaprt v dobi Amarne, ko je vladal Amenofis IV., a je Nefretete (faraonova žena) po njegovi smrti ponovno uvedla Amonov kult in vrnili so se do takrat nezaposleni svečeniki. Danes je tempelj brez strehe, stojijo pa mnogi stebri in obeliski.

## Zgodnja zgodovina
Amon in Amaunet sta navedena v starih egiptovskih piramidnih besedilih. Amon in Amaunet sta oblikovala četrtino starodavne ogdoade (skupina osmih bogov) iz Hermopolisa, kar je prvobitna zasnova ali element zraka ali nevidnosti (ustreza Šuju v eneadi), zato je bil Amon kasneje bog vetra. Menili so, da se je Amon sam ustvaril, nato pa še okolico.
Amon je bil zaščitnik Teb po koncu prvega vmesnega obdobja v obdobju 11. dinastije. Njegova žena je bila Mut. V Tebah so Amon kot oče, Mut kot mati in bog Lune Honsu oblikovali božansko družino ali »tebansko triado«.

## Bog zraka
Amon je bil v staroegipčanski mitologiji sprva božanstvo zraka, ki je eden od štirih elementov, ki so ustvarili svet (praocean, večnost in tema so preostali trije). Njegovo ime, ki pomeni nevidni, izraža eno od osnovnih lastnosti zraka in vetra. Kot vse preostale člane ogdoade iz Heliopolisa, kjer je bil kult najmočnejši, so njegovo moško stran upodabljali kot žabo oziroma bitje z žabjo glavo. Nevidnost je bila simbolično predstavljena z modro barvo, ki je barva neba.
Kult ogdoade temelji na dualistični zasnovi čaščenja, zato je imel Amon tudi svojo žensko stran, imenovano Amunet, ki je ženska oblika besede Amon. Kot vse preostale ženske predstavnice ogdoade iz Heliopolisa je bila tudi Amunet upodobljena kot kača.